# Ramon Sinkeldam
Ramon Sinkeldam (Zaandam, 9 de febrero de 1989) es un ciclista neerlandés que fue profesional entre 2007 y 2024.
Su mayor triunfo fue la París-Roubaix sub-23 conseguida en 2011. Su especialidad eran las carreras de un día.

## Palmarés
2011
- París-Roubaix sub-23

2012
- 2 etapas del Tour de Hainan

2014
- 1 etapa de la World Ports Classic

2015
- Velothon Berlin
- 2.º en el Campeonato de los Países Bajos en Ruta
- Binche-Chimay-Binche

2017
- Campeonato de los Países Bajos en Ruta

2018
- París-Chauny[2]
- 3.º en el Campeonato de los Países Bajos en Ruta

2024
- 3.º en el Campeonato de los Países Bajos en Ruta

## Resultados en Grandes Vueltas
| Carrera | Carrera         | 2007 | 2008 | 2009 | 2010 | 2011 | 2012 | 2013 | 2014  | 2015 | 2016  | 2017  | 2018  | 2019  | 2020 | 2021  | 2022  | 2023 | 2024 |
| ------- | --------------- | ---- | ---- | ---- | ---- | ---- | ---- | ---- | ----- | ---- | ----- | ----- | ----- | ----- | ---- | ----- | ----- | ---- | ---- |
|         | Giro de Italia  | —    | —    | —    | —    | —    | —    | —    | —     | —    | —     | —     | —     | 133.º | Ab.  | —     | 132.º | Ab.  | —    |
|         | Tour de Francia | —    | —    | —    | —    | —    | —    | —    | —     | Ab.  | 143.º | 148.º | 134.º | —     | —    | —     | ―     | Ab.  | —    |
|         | Vuelta a España | —    | —    | —    | —    | —    | —    | Ab.  | 136.º | —    | —     | —     | —     | —     | —    | 127.º | —     | ―    | —    |

—: no participa

Ab.: abandono

## Equipos
- Rabobank Continental Team (2007[3] -2011)
- Argos/Giant (2012-2017)
  - Team Argos Shimano (2012-2013)
  - Team Giant-Shimano (2014)
  - Team Giant-Alpecin (2015-2016)
  - Team Sunweb (2017)
- FDJ (2018-2022)
  - FDJ (2018)
  - Groupama-FDJ (2018-2022)
- Alpecin-Deceuninck (2023-2024)